# Літки (зупинний пункт)
Літки — пасажирський зупинний пункт Жмеринської дирекції Південно-Західної залізниці, розташований на дільниці Жмеринка — Гречани між станціями Деражня (відстань — 5 км) і Коржівці (5 км). Відстань до ст. Жмеринка — 68 км, до ст. Гречани — 38 км.
Відкритий у 2000-их роках.